# 체육복

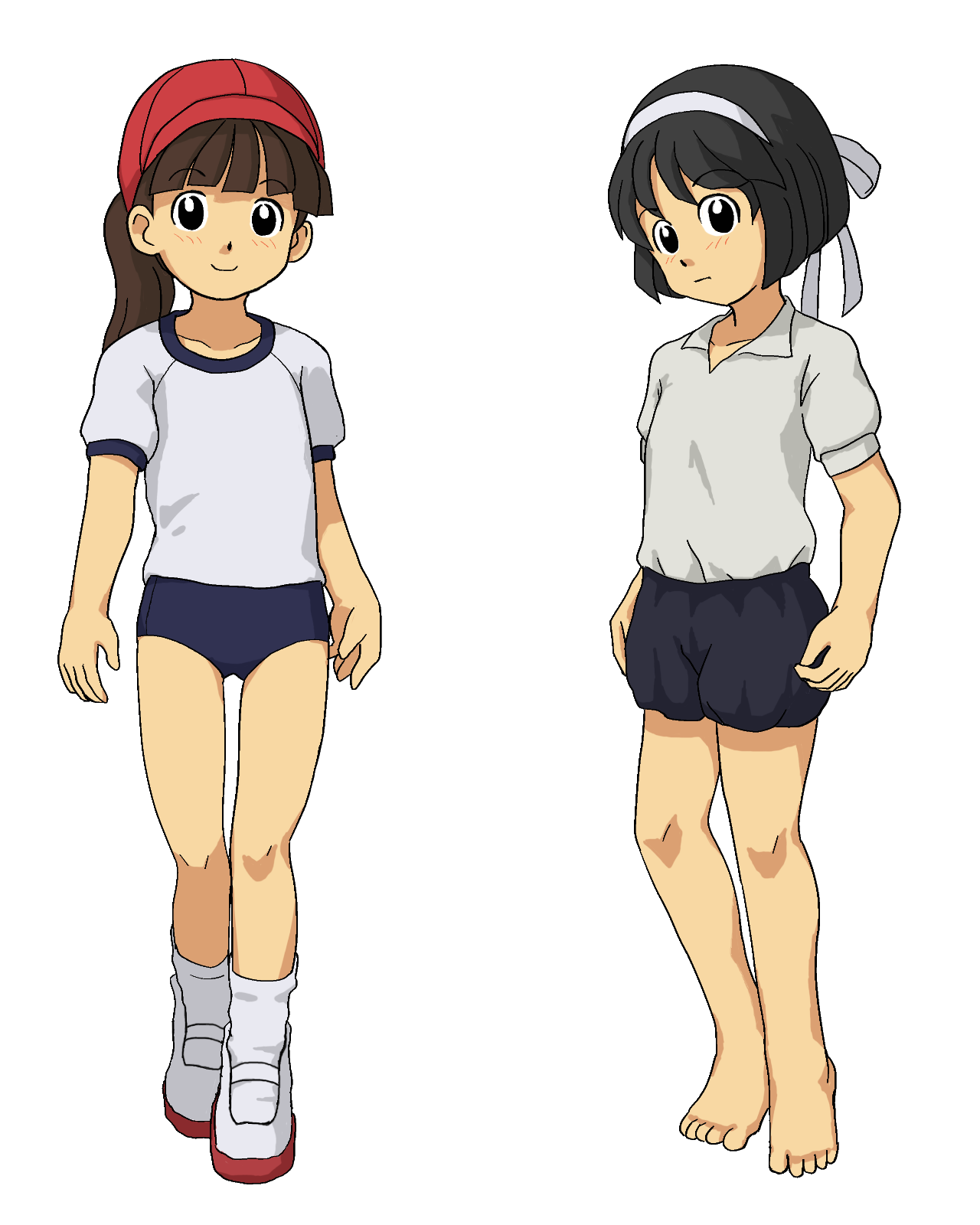
일본의 체육복

체육복(體育服)은 초,중,고등교육을 하는 학교의 체육수업 시간에 착용하고 체육활동을 잘 할 수 있도록 학교가 교칙으로 규정한 옷이다.
학교 체육복 외에 일반인이 입는 운동복을 체육복이라고 말하기도 한다.

## 대한민국
- 대한민국의 경우, 초,중,고등 학교별로 특정 디자인으로 규정되어 있으며 학교내에서도 학년의 구분을 위해 디자인(색깔,무늬)에 차이를 두는 경우가 많다.
- 일반적으로 동절기에는 동복(긴팔)을 하절기에는 하복(반팔)으로 계절에 맞게 각 한 벌씩 착용하도록 규정하고 있다.
- 체육수업용 의복으로 규정되어 있지만 교복과 더불어 학교에서 착용할 수 있는 옷이기 때문에 다른 과목의 수업에도 활용한다.

## 같이 보기
- 바지
- 셔츠
- 옷
- 체육
- 학교